# Ешевей (Род-Айленд)
Ешевей (англ. Ashaway) — переписна місцевість (CDP) в США, в окрузі Вашингтон штату Род-Айленд. Населення — 1501 особа (2020).

## Географія
Ешевей розташований за координатами 41°25′29″ пн. ш. 71°47′9″ зх. д. / 41.42472° пн. ш. 71.78583° зх. д. (41.424754, -71.785825).  За даними Бюро перепису населення США в 2010 році переписна місцевість мала площу 6,27 км², з яких 6,16 км² — суходіл та 0,11 км² — водойми.

## Демографія
Згідно з переписом 2010 року, у переписній місцевості мешкало 1485 осіб у 566 домогосподарствах у складі 418 родин. Густота населення становила 237 осіб/км².  Було 617 помешкань (98/км²).
Расовий склад населення:
| - 94,1 % — білих - 1,5 % — корінних американців - 0,9 % — чорних або афроамериканців - 0,9 % — азіатів - 1,1 % — осіб інших рас |

До двох чи більше рас належало 1,5 %. Частка іспаномовних становила 2,8 % від усіх жителів.
За віковим діапазоном населення розподілялося таким чином: 22,7 % — особи молодші 18 років, 63,6 % — особи у віці 18—64 років, 13,7 % — особи у віці 65 років та старші. Медіана віку мешканця становила 42,3 року. На 100 осіб жіночої статі у переписній місцевості припадало 95,4 чоловіків;  на 100 жінок у віці від 18 років та старших — 93,3 чоловіків також старших 18 років.
Середній дохід на одне домашнє господарство  становив 93 940 доларів США (медіана — 83 631), а середній дохід на одну сім'ю — 104 572 долари (медіана — 84 758). Медіана доходів становила 42 050 доларів для чоловіків та 50 000 доларів для жінок. 
Цивільне працевлаштоване населення становило 708 осіб. Основні галузі зайнятості: освіта, охорона здоров'я та соціальна допомога — 29,8 %, роздрібна торгівля — 14,0 %, виробництво — 10,5 %, науковці, спеціалісти, менеджери — 10,0 %.